# Les Tracas de Donald
Pour plus de détails, voir Fiche technique et Distribution.
Les Tracas de Donald (Drip Dippy Donald) est un dessin animé de la série des Donald produit par Walt Disney pour RKO Radio Pictures sorti le 5 mars 1948. C'est le dernier cartoon réalisé par Jack King.

## Synopsis
Donald, qui dort profondément, est expulsé du bus de la ville dans lequel il se trouvait lorsqu'il arrive chez lui. Épuisé, il se précipite rapidement à l'intérieur et se dirige droit vers le lit. Le premier signe d'ennuis est causé par un néon clignotant à l'extérieur qui brille à travers sa fenêtre non couverte. Donald commence une bataille avec sa fenêtre belligérante aveugle, avant de finalement clouer au mur. Satisfait, Donald retourne au lit et s'endort instantanément.
C'est un court répit. Le robinet de la cuisine commence à couler goutte à goutte et apparemment avec son propre esprit, il fait même des mélodies comme il goutte. Frustré, Donald bondit hors du lit et l'éteint fermement avant de retourner au lit tous les yeux bleus. Cependant, il est bientôt perturbé une fois de plus. Le robinet goutte à goutte joue plus de mélodies avec un tas de vaisselle dans l'évier et ensuite devient magnifié dans l'esprit délirant de Donald, apparaissant d'abord comme des gouttes d'eau géantes, en plein essor, tombant d'une grande hauteur dans un évier beaucoup plus profond. Les gouttes se transforment en bombes tombantes avec un son encore plus fort, secouant Donald violemment alors qu'il se roule à l'intérieur de son matelas pour essayer d'échapper au son. Sa maison entière commence alors à secouer ses fondations à chaque goutte. Bientôt, la terre entière est affectée et tremble à chaque goutte, tandis que les gouttes incessantes sont de plus en plus amplifiées dans l'esprit de Donald qui manque de sommeil.
Un Donald épuisé tente toutes les options — allant de s'endormir avec sa langue sous le robinet à un bouchon de liège à un tuyau d'arrosage — mais est continuellement contrecarré par l'inexorable goutte-à-goutte.
Le dessin conclut avec Donald, assis, une éponge qui recueille les gouttes d'eau à la fin d'une longue et bizarre machine de Rube Goldberg qu'il a créée. Le téléphone sonne, et c'est le Conseil des eaux qui informe Donald que son eau a été coupée — à compter de maintenant — pour ne pas avoir payé sa facture d'eau. En conséquence, le goutte-à-goutte finit par s'arrêter, et Donald, perturbé par l'épreuve, commence à rire frénétiquement alors qu'il se sent soulagé de ne plus avoir à faire face au goutte-à-goutte.

## Fiche technique
- Titre original : Drip Dippy Donald
- Titre français : Les Tracas de Donald
- Série : Donald Duck
- Réalisateur : Jack King
- Scénario : Nick George
- Animateurs : Edwin Aardal, Paul Allen, Sandy Strother et Don Towsley
- Layout : Don Griffith
- Background : Howard Dunn
- Musique: Oliver Wallace
- Voix : Clarence Nash (Donald)
- Producteur : Walt Disney
- Société de production : Walt Disney Productions
- Distributeur : RKO Radio Pictures
- Pays de production :  États-Unis
- Langue originale : anglais
- Format : couleur (Technicolor) – 35 mm – 1,37:1 – mono (RCA Photophone)
- Genre : dessin animé
- Durée : 7 minutes
- Date de sortie : 
  - États-Unis : 5 mars 1948

## Voix françaises
- Sylvain Caruso : Donald Duck
- ??? : le chauffeur du bus et un homme au téléphone